# Ginglymostoma delfortriei
Espèce
Ginglymostoma delfortriei est espèce éteinte de requins. L'espèce actuelle correspondante est Ginglymostoma cirratum.